# 米尔恰·丁卡

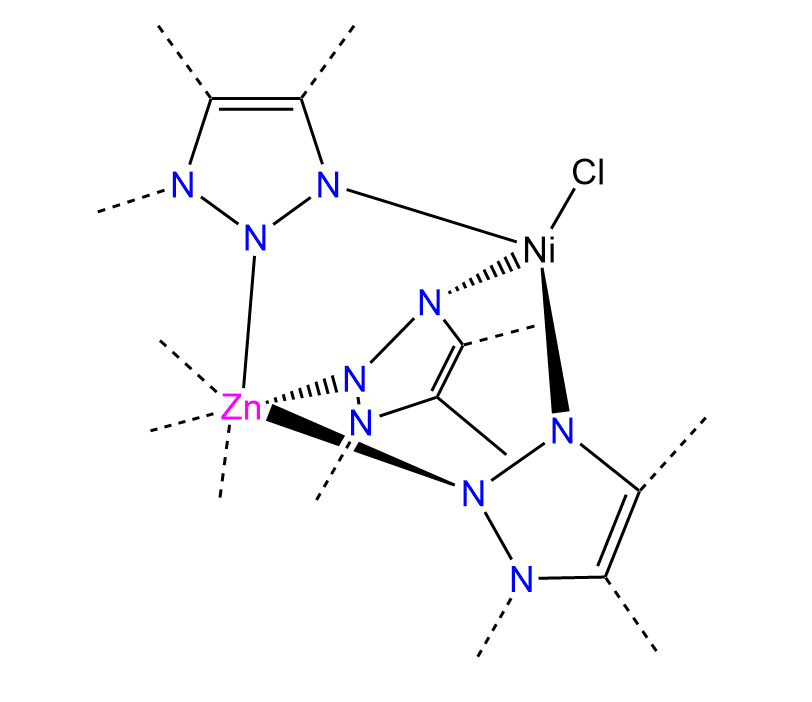
Ni-MFU-4l：单位点非均相催化剂。

米尔恰·丁卡（1980年—）是一名罗马尼亚裔美国无机化学家，他是麻省理工学院（MIT）的化学教授和W.M. Keck能源教授。在MIT，丁卡的课题组主要研究具有导电、催化等特性的功能金属有机框架材料（MOFs）的合成。

## 经历
米尔恰·丁卡出生于罗马尼亚弗格拉什，七年级的化学课让他对化学产生了兴趣，他的一位敬业的老师在有限的安全条件下进行了壮观的实验展示。1998年，他代表罗马尼亚在俄罗斯雅库茨克参加了國際化學奧林匹克竞赛并获奖。

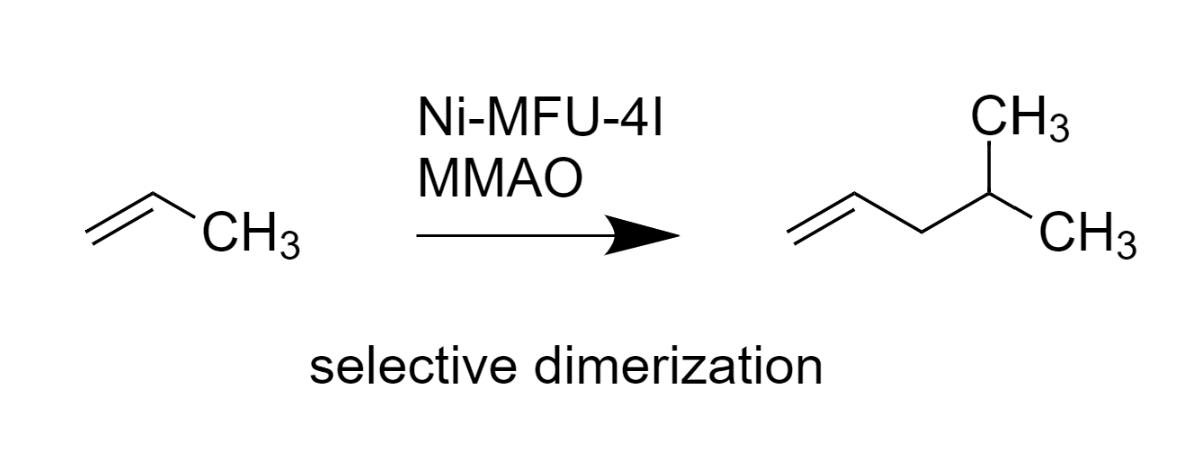
Ni-MFU-4l催化的丙烯至支链己烯的选择性二聚。

高中毕业后，丁卡在普林斯顿大学获得奖学金，并于1999年移居新泽西。在普林斯顿，他和Jeffrey Schwartz一起从事材料科学的研究。2003年，他以优异成绩毕业后，并前往加利福尼亞大學柏克萊分校攻读化学博士学位，在那里他与化学教授Jeffrey R. Long合作，研究MOFs的储氢应用。 2008年，他从柏克萊分校获得博士学位。